# SNX24
SNX24 (англ. Sorting nexin 24) – білок, який кодується однойменним геном, розташованим у людей на 5-й хромосомі. Довжина поліпептидного ланцюга білка становить 169 амінокислот, а молекулярна маса — 19 818.
| 10         |  | 20         |  | 30         |  | 40         |  | 50         |
| ---------- |  | ---------- |  | ---------- |  | ---------- |  | ---------- |
| MEVYIPSFRY |  | EESDLERGYT |  | VFKIEVLMNG |  | RKHFVEKRYS |  | EFHALHKKLK |
| KCIKTPEIPS |  | KHVRNWVPKV |  | LEQRRQGLET |  | YLQAVILENE |  | ELPKLFLDFL |
| NVRHLPSLPK |  | AESCGSFDET |  | ESEESSKLSH |  | QPVLLFLRDP |  | YVLPAASDFP |
| NVVIEGVLHG |  | IFYPHLQPR  |  |            |  |            |  |            |

A: Аланін

C: Цистеїн

D: Аспарагінова кислота

E: Глутамінова кислота

F: Фенілаланін

G: Гліцин

H: Гістидин

I: Ізолейцин

K: Лізин

L: Лейцин

M: Метіонін

N: Аспарагін

P: Пролін

Q: Глутамін

R: Аргінін

S: Серин

T: Треонін

V: Валін

W: Триптофан

Кодований геном білок за функцією належить до фосфопротеїнів. 
Задіяний у таких біологічних процесах, як транспорт, транспорт білків, ацетилювання, альтернативний сплайсинг. 
Білок має сайт для зв'язування з ліпідами. 
Локалізований у мембрані, цитоплазматичних везикулах.